# Бахтобод
Бахтобо́д (тадж. Бахтобод) — село у складі Хатлонської області Таджикистану. Входить до складу Зірацького джамоату Кулобського району.
Назва означає вдало благоустроєний. Колишня назва — Чохтемір, сучасна — з 3 грудня 2012 року.
Населення — 1743 особи (2010; 1620 в 2009).